# 太阳能空调
太阳能空调即任何使用太陽能驅動的空调系統。太阳能空调有很多种，其中一种是以太阳能光伏面板产生辅助电源，供普通空调运转的节能空调，但目前节能效果不是很明朗。也可以利用太陽能熱水器來提供吸附式製冷的熱源。

## 歷史
在十九世紀后期，最常用的流体去吸收制冷為將氨和水混合。時至今日，溴化锂与水的组合是常用組合。